# Кривавий удар
Кривавий удар (англ. Payback) — американський бойовик 1991 року.

## Сюжет
Після втечі з в'язниці, Клінтон Джонс закохується в дочку шерифа в маленькому каліфорнійському містечку, молода людина прагне помститися за смерть свого брата, якого вбили місцеві кримінальники.

## У ролях
- Майкл Айронсайд — шериф Піт
- Дон Свейзі — Джеремі
- Тереза Блейк — Крісті
- Берт Ремсен — Барт
- Бак Тейлор — Нік
- Вікторія Бойд — Шеллі
- Корі Майкл Юбенкс — Клінтон Джонс
- Гері Лі Девіс — тюремник 1
- Джон Кейд — тюремник 2
- Майкл Дж. Шейн — тюремник 3
- Роберт В. Льюїс III — в'язень
- Стів Бакінхем — в'язень
- Ларрі Л. Фуентес — в'язень
- Тоні Джеффресон — в'язень
- Денні МакКой — в'язень
- А.Дж. Трешер — в'язень
- Маріо Робертс — патрульний
- Денніс Галлегос — фотограф
- Енн Вілкінсон — помічник фотографа
- Тім Шорт — приятель Террі
- Мікеле Мінейло — дівчина у вантажівці
- Сьюзі Юбанкс — Сюзі
- Томас Дж. Сарменто — заступник
- Ллойд Грей — Коттон Грей
- Крістіан Дрю Сідаріс — пілот вертольота
- Джо Месіно — головоріз 1
- Джон Блек — головоріз 2
- Лінн Марі Стюарт — диспетчер
- Пол Туерпе — головоріз на телефоні
- Вінсент Ван Паттен — Террі Картрайт